# Syriusz Black
Syriusz „Łapa” Black (ang. Sirius Black, ur. 1959, zm. 18 czerwca 1996) – fikcyjna postać występująca w serii książek J.K. Rowling o Harrym Potterze. W starym wydaniu pierwszego tomu serii jest wspomniany jako Syriusz Czarny.
Odtwórcą roli Syriusza w ekranizacjach powieści jest Gary Oldman, nastoletniego Blacka gra w Harrym Potterze i Zakonie Feniksa James Walters.
Znaczenie imienia i nazwiska
W języku greckim seirios oznacza ognisty. Syriusz (zgodnie z tradycją rodziny Blacków nadawania potomkom, zwłaszcza w męskiej linii, imion po gwiazdach i konstelacjach) to też Psia Gwiazda. Black w języku angielskim oznacza czarny. Z imienia i nazwiska Syriusza można wywnioskować, jaką formę przybierał jako animag.

## Życiorys

### Przeszłość
Syriusz urodził się w 1959 roku w rodzinie Blacków – arystokratycznym rodzie czarodziejów czystej krwi, którego korzenie sięgały średniowiecza. Jego rodzicami byli Orion Black i Walburga Black (kuzyni drugiego stopnia). Miał młodszego o dwa lata brata, Regulusa. Do 16 roku życia wychowywał się w domu przy ulicy Grimmauld Place 12 w Londynie. Syriusz był uderzająco przystojnym mężczyzną, już jako nastolatek wzbudzał ogromne zainteresowanie płci przeciwnej swoją arystokratyczną urodą. Był postawny i średniego wzrostu, miał długie, czarne włosy i typowe dla Blacków brązowe oczy i bladą karnację.
Jego rodzina głosiła niesławny pogląd, że czarodzieje czystej krwi są lepsi od tych z niemagiczną „domieszką” w drzewie genealogicznym. Potępiała wszystkich, którzy sprzeciwiali się podobnej doktrynie. Za małżeństwo z czarodziejem pochodzenia mugolskiego, jego kuzynka Andromeda Tonks (później matka Nimfadory Tonks), została wydziedziczona, w przeciwieństwie do swoich sióstr, Narcyzy Malfoy i Bellatrix Lestrange, które podążyły przyjętym przez Blacków schematem. Regulus posunął się nawet tak daleko, że wkrótce po ukończeniu Hogwartu przeszedł na stronę Voldemorta, a jakiś czas potem został śmierciożercą. Syriusz od początku gardził rasistowskim światopoglądem swojej rodziny i w wieku 16 lat (1975 rok) uciekł z domu. Byt zapewnił mu jego wuj Alphard, który zostawił mu w spadku własny majątek. Wkrótce po tym rodzina Blacków wyparła się ich obojga, symbolicznie wypalając ich nazwiska z gobelinu przedstawiającego drzewo rodowe.
Naukę w Szkole Magii i Czarodziejstwa Hogwart rozpoczął w 1971 roku w wieku 11 lat. Podczas Ceremonii Przydziału trafił do Gryffindoru, już wtedy zrywając rodzinną tradycję związaną ze Slytherinem. Zaprzyjaźnił się tam z rówieśnikiem, Jamesem Potterem, w którym od razu odkrył bratnią duszę, wkrótce dołączyli do nich również Remus Lupin i Peter Pettigrew. Syriusz i James zasłynęli w szkole jako nierozłączna para buntowników i żartownisiów. Mimo że ich żarty nierzadko przekraczały granice przyzwoitości, nauczyciele doceniali ich intelekt i talent. Syriusz był jednym z czterech twórców słynnej Mapy Huncwotów i jeszcze przed piątą klasą zdołał nielegalnie opanować na własną rękę wraz z Jamesem Potterem i Peterem Pettigrew spektakularną umiejętność zamieniania się w zwierzę. Niezarejestrowanym animagiem podobnie jak James i Peter pozostał przez całe życie, a formą jaką przybierał był ogromny, czarny pies, skąd wziął się jego szkolny przydomek – Łapa (ang. Padfoot). Trójka przyjaciół dokonała tego, by móc co miesiąc towarzyszyć w czasie pełni cierpiącemu na likantropię Remusowi Lupinowi – pozostając w zwierzęcych postaciach wilkołak był dla nich nieszkodliwy, i łatwiej znosił samotność, izolację i torturujące transformacje.
Syriusz i James po ukończeniu Hogwartu pozostali bliskimi przyjaciółmi. Syriusz był świadkiem i drużbą na ślubie Jamesa i Lily oraz ojcem chrzestnym ich syna, Harry’ego, który urodził się wkrótce po weselu. Kiedy stało się jasne, że Lord Voldemort czyha na życie Potterów, rodzina postanowiła skryć się przy pomocy zaklęcia Fideliusa, Black zaś miał zostać ich Strażnikiem Tajemnicy. Podejrzewając, że w ich bliskim otoczeniu jest zdrajca, Syriusz namówił młode małżeństwo, by w ścisłej tajemnicy uczynili Strażnikiem niepozornego Petera Pettigrew zamiast niego, co miało zapewnić im podwójne bezpieczeństwo. Tydzień po rzuceniu zaklęcia Peter zdradził Potterów, którzy zginęli jeszcze tej samej nocy, a Syriusz został posądzony o szpiegowanie dla Voldemorta.
Hagrid pożyczył od Syriusza motor, na którym półolbrzym przywiózł Harry’ego z Doliny Godryka na Privet Drive. Natomiast Syriusz, ogarnięty szałem, postanowił odszukać Petera, który następnego dnia zdołał go przechytrzyć. Doszło między nimi do starcia na mugolskiej ulicy. Pettigrew zabił zaklęciem dwunastu przypadkowych mugoli i upozorował własną śmierć tak, by dowody wskazywały jednoznacznie na winę Syriusza. Peter uciekł z miejsca zbrodni wykorzystując swoją zdolność do przemiany w szczura, co zmyliło obserwatorów masowego mordu. Po zebraniu zeznań, naocznym świadkom wymazano zdarzenie z pamięci, a Barty Crouch bez procesu Wizengamotu osadził Syriusza w Azkabanie na dożywocie.

### Teraźniejszość
Harry Potter i więzień Azkabanu, czyli lata 1993 do 1994
Po dwunastu latach, Syriusz, jako jeden z niewielu więźniów wciąż pozostawał przy zdrowych zmysłach, gdyż, jak potem powiedział, jego niewinność była tak nieprzyjemną i uporczywą myślą, że dementorzy nie mogli mu jej odebrać. Uchwyciwszy się jej jak brzytwy, zdołał zachować trzeźwe myślenie, które wkrótce przerodziło się w obsesję. Wizytujący Azkaban Minister Magii, Korneliusz Knot, powiedział nawet, że Black wyglądał tylko na znudzonego. Knot zostawił mu gazetę, o którą Syriusz poprosił. Na jednym ze zdjęć rozpoznał Pettigrew w jego animagicznej formie szczura na ramieniu Rona Weasleya, który nieświadomie trzymał go jak domowe zwierzątko. Widok ten obudził w Syriuszu żądzę zemsty i zdołał ponownie przemienić się w psa. Uciekł z Azkabanu w zwierzęcej formie, oszukując dementorów, którzy nie wyczuli jego prostych, psich emocji. Przez rok Syriusz pod postacią psa skutecznie ukrywał się przed ścigającymi go dementorami, aż dotarł do Hogwartu, aby zabić Petera i uchronić przed nim syna Jamesa, Harry’ego. Chociaż dwukrotnie udało mu się dostać do zamku, w tym raz do odpowiedniego dormitorium, dzięki liście haseł od Neville'a Longbottom, przez kilka miesięcy Pettigrew pozostawał nieuchwytny. Do finalnej konfrontacji doszło dopiero niemal rok po ucieczce Syriusza, w Hogsemade we Wrzeszczącej Chacie, w obecności Harry’ego Pottera, Rona, Hermiony Granger i Remusa Lupina, którym Black, potwornie wyniszczony fizycznie i psychicznie, udowadniał swoją niewinność. Severus Snape, który również tego wieczora dotarł do Wrzeszczącej Chaty, został oszołomiony przez Harry’ego podczas kierowanej zemstą próby pojmania Blacka i Lupina bez udzielenia im możliwości złożenia zeznań. Syriusz zmusił Pettigrew do przemiany ponownie w człowieka. On z Lupinem byli zdeterminowani by zabić Petera, ale Harry okazał mu litość. Kazał zaprowadzić do zamku, żeby oddać go dementorom, gdyż dzięki jego zeznaniom Syriusz mógłby zostać uniewinniony. Jednakże wydarzenia te miały miejsce podczas pełni. Lupin, skuty z Pettigrew, przemienił się w wilkołaka, co Pettigrew wykorzystał do kolejnej ucieczki, zaprzepaszczając szanse na oczyszczenie Blacka z niesłusznych zarzutów. Ostatecznie Syriusz zdołał uciec przy pomocy swojego chrześniaka Harry’ego, oraz Hermiony Granger, wciąż jednak jako poszukiwany przez ministerstwo zbieg, za którego głowę wyznaczono nagrodę w postaci dziesięciu tysięcy galeonów.
Harry Potter i Czara Ognia, czyli lata 1994 do 1995
Przez kolejny rok jego życia, aż do odrodzenia Voldemorta, Syriusz pozostawał w ukryciu, wciąż w psiej postaci, prowadząc z Harrym korespondencję czy wizytując go w kominku za pomocą proszku Fiuu.
Harry Potter i Zakon Feniksa, czyli lata 1995 do 1996
Po reaktywacji Zakonu Feniksa, Syriusz zaoferował Albusowi Dumbledore na siedzibę główną organizacji swój rodzinny dom przy Grimmauld Place 12. Po śmierci jego matki z całym majątkiem znalazł się prawnie w jego posiadaniu, jako ostatniemu dziedzicowi, spadkobiercy i przedstawicielowi rodu Blacków. Podejrzewając, że Pettigrew opowiedział Voldemortowi o jego animagicznej zdolności, nie mógł już wychodzić na zewnątrz pod postacią psa i został zmuszony do pozostawania w ukryciu i bezczynności. Nienawidził tego domu i gardził jego dziedzictwem, które kojarzył jedynie z przykrymi wspomnieniami. Poczucie nieprzydatności sprawiło, że stał się zgorzkniały i sfrustrowany. Nabrał zwyczaju samotnego upijania się. Podarował chrześniakowi dwukierunkowe lustro, którego sam używał z Jamesem, gdy mieli osobne szlabany, do bezpośredniej komunikacji. Tymczasem Harry, dręczony przez Voldemorta, który wdzierał mu się nieustannie do umysłu, dał się ostatecznie wciągnąć w pułapkę, zapominając o lusterku. Uwierzył w fałszywą wizję, w której Voldemort torturował Syriusza w Departamencie Tajemnic w podziemiach ministerstwa magii i natychmiast ruszył mu na ratunek, gdzie już czekały na niego zastępy śmierciożerców. Syriusz natychmiast wybrał się tam z innymi członkami Zakonu. Tam doszło do walki. Po obezwładnieniu kilku przeciwników, Syriusz stoczył w Komnacie Śmierci pojedynek ze swoją kuzynką, Bellatrix Lestrange, który przegrał i chociaż samo zaklęcie, które go trafiło, nie było śmiertelne (wiązka światła zaklęcia była czerwona, a nie zielona, jak avada kedavra), trafiony nim zachwiał się i wpadł za zawieszoną na starożytnym, kamiennym łuku zasłonę. Była ona przejściem ze świata żywych do umarłych, ale ponieważ droga ta prowadziła tylko w jedną stronę, Syriusz stracił życie.
Jego śmierć ma spory wpływ na Harry’ego, który pośrednio przez swoją lekkomyślną decyzję i ignorowanie rad traci jedyną osobę, którą traktował jak prawdziwą rodzinę. W ostatnich rozdziałach piątego tomu Harry był doszczętnie zdruzgotany, jednak już na początku szóstego mówi Dumbledore'owi, że Syriusz prawdopodobnie nie chciałby, żeby się zamartwiał i przechodzi nad jego śmiercią do porządku dziennego.

## Po śmierci
Harry Potter i Książę Półkrwi, czyli lata 1996 do 1997
Syriusz został pośmiertnie uniewinniony. Nie miał dzieci co oznaczało, że prastary ród Blacków zakończył się wraz z jego śmiercią. Zgodnie z primogeniturą, następnym spadkobiercą byli kolejno Bellatriks Lestrange z domu Black, Andromeda Tonks z domu Black, Narcyza Malfoy z domu Black i jej syn Draco Malfoy. Ich prawa zostały wyparte przez testament Syriusza, który wyznaczył Harry'ego Pottera na spadkobiercę jego dóbr doczesnych. Syn Jamesa i Lily odziedziczył dom przy Grimmauld Place 12, Hardodzioba, skrzata Stworka oraz resztę fortuny Blacków. Harry zdecydował, że dalej będzie mieścić się tam kwatera główna Zakonu Feniksa. Stworek został zmuszony rozkazem do pracy w kuchni Hogwartu. Hardodziob został z powrotem przekazany pod opiekę Rubeusowi Hagridowi pod nowym imieniem – Kłębolot.
Harry Potter i Insygnia Śmierci, czyli lata 1997 do 1998
Harry znowu wielokrotnie wspominał Syriusza. Duże znaczenie miało dwustronne lusterko, które od niego dostał w piątym tomie. Z tyłu tego lusterka Syriusz przed śmiercią napisał kilkanaście słów (To jedno z dwukierunkowych lusterek. Ja mam drugie. Jak będziesz chciał porozmawiać ze mną, wypowiedz do niego moje imię; pojawisz się w moim lusterku, a ja w twoim. Ja i James używaliśmy ich, kiedy mieliśmy oddzielne szlabany). Harry przebywał też przez jakiś czas w domu Blacków po upadku Ministerstwa. Wchodził do jego pokoju, wciąż obklejonego szkarłatno-złotymi flagami z godłem Gryffindoru, mugolskimi plakatami motocykli, kobiet w bikini i magicznych fotografiach przedstawiających go z przyjaciółmi. We wspomnieniach przekazanych mu tuż przed śmiercią przez Snape’a, Harry widział między innymi jedenastoletniego Syriusza i Jamesa w pociągu do Hogwartu. Ponadto Syriusz był, razem z Remusem Lupinem, Lily Potter i Jamesem Potterem jedną ze zjaw wezwanych przez Harry’ego z zaświatów tuż przed jego własną śmiercią dzięki Kamieniowi Wskrzeszenia. Harry z ulgą odkrył, że śmierć nie może być aż tak straszna jak ją sobie wyobrażał. Duchy jego matki i wszystkich upatrywanych ojcowskich autorytetów przedstawiały postaci niezwykle młode, uśmiechnięte i promienne. Syriusz jawił mu się młodziej niż Harry kiedykolwiek go widział. Brat Regulusa był znowu obdarzony bezczelną urodą, trzymał nonszalancko ręce w kieszeniach i twierdził, że umieranie trwa krócej niż zaśnięcie.

### Epilog
Najstarszy syn Harry’ego nazywa się James Syriusz Potter.